# العباس بن عبادة
العباسُ بن عبادةَ صحابي من الأنصار، قيل إنه كان في النفّر السّتة من الأنصارِ الذين لقوا النبي بمكّة، فأسلموا قبل سائرِ الأنصار، شهد بيعة العقبتين، وشهد أحد، وجُرِح فيها ومات على إثر ذلك سنة 3 هـ.

## سيرته

### نسبه
هو العَبَّاسُ بنُ عُبَادَة بن نَضْلَة بن مَالِك بن العَجْلان بن زيد بن غَنْم بن سالم بن عوف بن عَمْرو بن عوف بن الخزرج بن ثعلبة الأَنصاري الخزرجي.
أمُّه عَمِيرَةُ بنت ثعلبةَ بن سِنان بن عامر بن عَدِيّ بن أُمَيّةَ بن بَيَاضةَ (إليه ينسب أحفاده) بن عامر بن زريق بن عبد حارثة بن مالك بن غضب بن جشم بن الخزرج.
وهوَ خالُ عُبَادَةَ بن الصامتِ، ولد العباسُ بن عبادةَ : محمدًا (وأُمُّه أنيسةُ بنت عبد الله بن عمرو) ، وحمزةَ بن العباس (وأُمُّهُ الفُرَيْعَةُ بنتُ السكن).

### بيعة العقبة
كان في النفّر السّتة من الأنصارِ الذين لقوا النبي بمكّة، فأسلموا قبل سائرِ الأنصار، شهد بيعة العقبتين. حيث قام وخطب في الأنصار يوم العقبة الثانية فقال:
| العباس بن عبادة | يا معشر الخزرج؛ هل تدرون علام تبايعون هذا الرجل؟ قالوا: نعم؛ قال: إنكم تبايعونه على حرب الأحمر والأسود من الناس ، فإن كنتم ترون أنكم إذا نهكت أموالكم مصيبة، وأشرافكم قتلا أسلمتموه، فمن الآن، فهو والله إن فعلتم خزي الدنيا والآخرة، وإن كنتم ترون أنكم وافون له بما دعوتموه إليه على نهكة الأمول، وقتل الأشراف، فخذوه، فهو والله خير الدنيا والآخرة؛ قالوا: فإنا نأخذه على مصيبة الأموال، وقتل الأشراف؛ فما لنا بذلك يا رسول الله إن نحن وفَّينا بذلك؟ قال: الجنة. قالوا: ابسط يدك؛ فبسط يده فبايعوه. | العباس بن عبادة |

ثم إِن عباسًا خرج إلى النبي وهو بمكة، وقام معه حتى هاجر إلى المدينة فكان أنصاريًا مهاجريًا، وآخى النبي بينه وبين عُثْمان بن مَظْعُون.

### غزوة أحد
شهد العباس يومَ أحدٍ، فالتقى هو وسفيان بن عبد شمس السُّلمي فَضَرَبَهُ العباسُ ضربتين فجرحه جرحين عظيمين، فارتُثّ يومئذٍ. ومكث جريحًا سنةً، ثم استَبَل. وقد كان ضَرَبَ العباسَ بنَ عبادة ضَرَبَاتٍ. وكان صفوان بن أمية يقول: «أنا قتلت ابن قَوقل - يعني العباسَ بن عبادة - يوم أحد.»، فمات متأثرا بجراحه.